# 리 대니얼스
리 대니얼스(Lee Daniels, 1959년 12월 24일 ~ )는 미국의 영화 감독이자 배우이다.

## 출연 작품
- 빌리 홀리데이 (2021)
- 스타 (2017)
- 버틀러: 대통령의 집사 (2013)
- 페이퍼보이: 사형수의 편지 (2012)
- 프레셔스 (2009)
- 테네시 (2008)
- 아그네스와 그의 형제들 (2006)
- 샤도우박서 (2005)
- 더 우드맨 (2004)
- 몬스터 볼 (2001)